# 北海道道305号紋別丸瀬布線

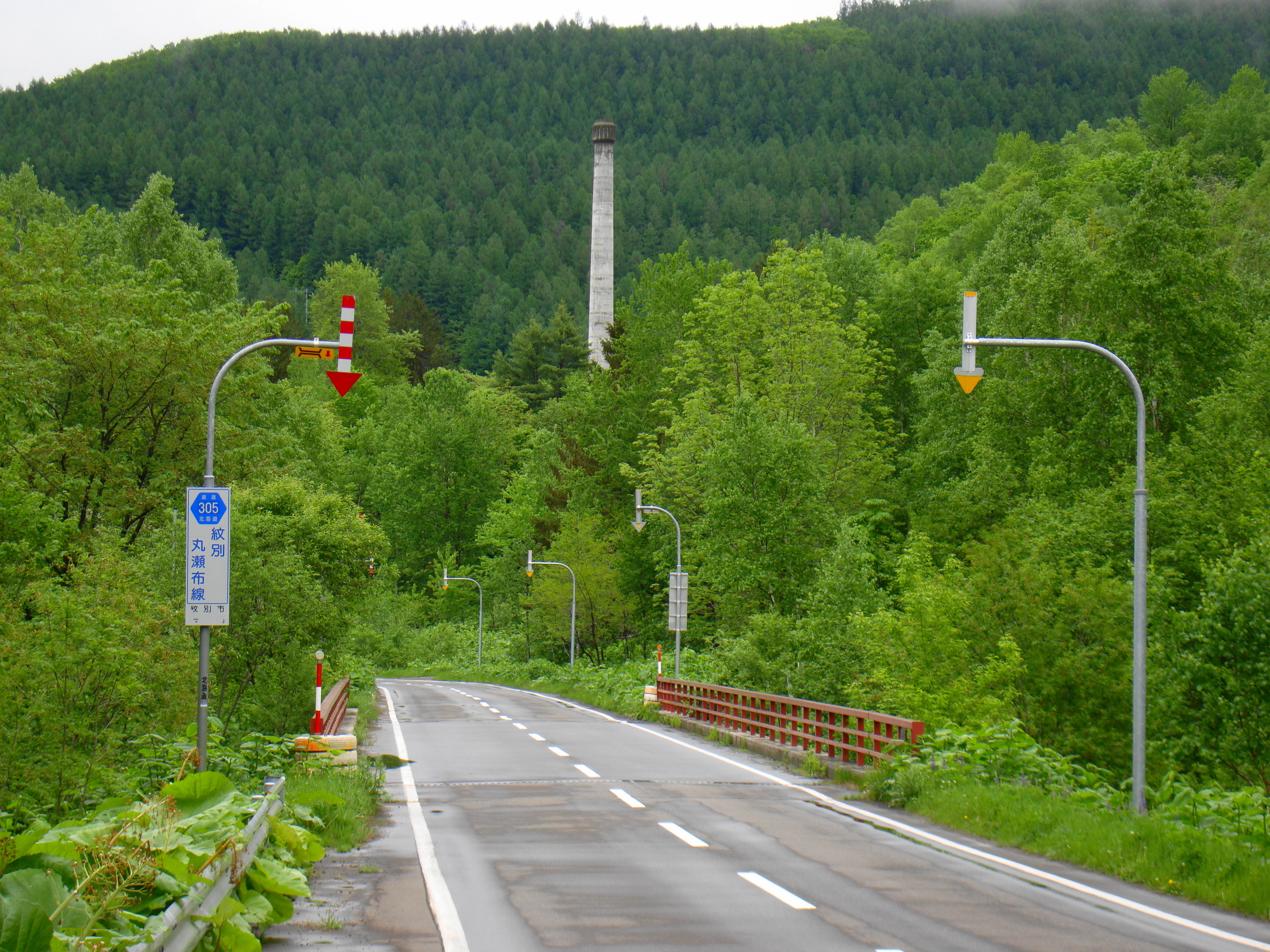
紋別市鴻之舞。閉鎖精錬所の煙突が見える

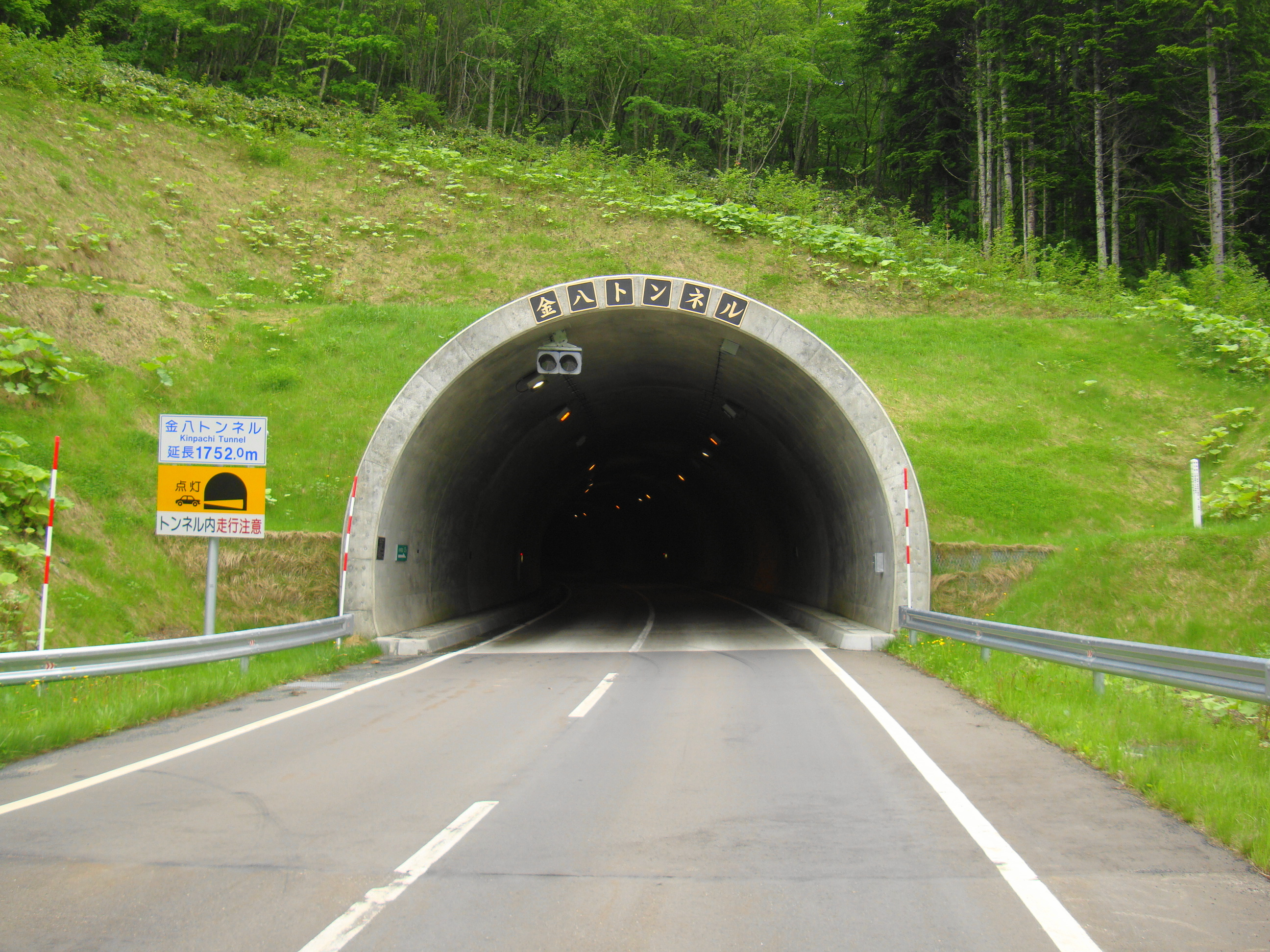
金八トンネル紋別方

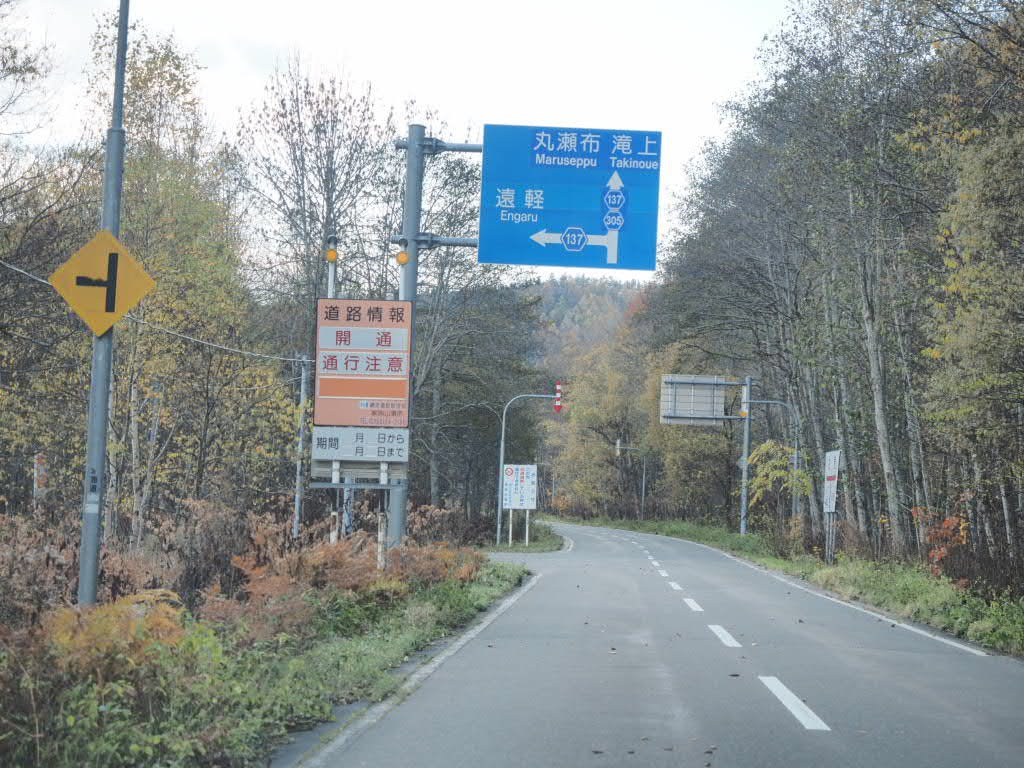
道道305、137重複区間

北海道道305号紋別丸瀬布線（ほっかいどうどう305ごう もんべつまるせっぷせん）は、北海道紋別市と紋別郡遠軽町を結ぶ一般道道（北海道道）である。

## 概要
- 紋別市から旭川紋別自動車道丸瀬布ICへのアクセス路線や、国道273号の上川 - 紋別間が不通になった際の迂回路としての役割も果たしている。
- 紋別市の中心部を通る区間は旧国道238号である。国道のバイパス開通に伴い、1995年（平成7年）に同市元紋別（国道交点）から起点を変更した。

### 路線データ
- 起点：北海道紋別市渚滑町5丁目（国道238号交点）
- 終点：北海道紋別郡遠軽町丸瀬布金山（国道333号交点）
- 路線延長：52.2km（総延長）

## 歴史
- 1957年（昭和32年）7月25日 - 266号として路線認定[1]。
- 1994年（平成6年）10月1日 - 路線番号を305号に変更[2]。
- 1995年（平成7年） - バイパス開通に伴い起点変更。
- 2007年（平成19年）11月29日 - 金八トンネル貫通。
- 2009年（平成21年）7月27日 - 金八トンネル開通。

## 路線状況

### 重複区間
- 紋別市弁天町2丁目 - 紋別市南が丘町4丁目（北海道道713号中渚滑紋別停車場線）
- 紋別市藻別 - 紋別市上藻別（北海道道553号上藻別上渚滑停車場線）
- 紋別市鴻之舞 - 紋別市上鴻之舞（北海道道137号遠軽雄武線）

### 道路施設
主なトンネル
- 金八トンネル＝紋別市上鴻之舞 - 遠軽町

## 地理
- 紋別市と遠軽町（旧丸瀬布町）境界の金八峠（旧道）は、国鉄石北本線と鴻之舞鉱山（1973年閉山）を連絡する鴻之舞・丸瀬布間道路として内務省北海道庁が1931年に開通させた区間である。1927年に遠軽と丸瀬布の2か所を候補地に同庁がルート選定調査を行った際、丸瀬布側への誘致に貢献した丸瀬布東町の料亭「美濃家」の芸妓・金八にちなみ、開通時に命名されたものである[3]。この区間は今世紀に入っても、急勾配・急カーブがある幅の狭い未舗装道路のままで、大型車両は通行できず、冬季間は通行止めになっていた。
  - 2001年（平成13年）から新ルートへの切り替え工事が進められ、金八峠地下を通過する金八トンネル（延長1752m）が2007年（平成19年）に貫通。2009年（平成21年）7月27日に新ルートが全面開通して旧道は閉鎖された。

### 通過する自治体
- オホーツク管内
  - 紋別市
  - 紋別郡遠軽町

### 交差する道路
紋別市
- 国道238号 - 渚滑町5丁目、元紋別（起点）
- 国道273号 - 渚滑町5丁目、同7丁目交差点
- 北海道道713号中渚滑紋別停車場線 - 弁天町2丁目、本町5丁目、南が丘町4丁目
- 北海道道304号紋別港線 - 元紋別
- 北海道道873号小向元紋別線 - 元紋別
- 北海道道553号上藻別上渚滑停車場線
- 北海道道137号遠軽雄武線

遠軽町
- 国道333号 - 丸瀬布金山（終点）

### 沿線にある施設など
紋別市
- 北見信用金庫渚滑出張所 - 渚滑町6丁目9
- 紋別警察署渚滑駐在所 - 渚滑町4丁目104
- 紋別自動車学校 - 渚滑町3丁目
- 北洋銀行紋別支店 - 本町3丁目1-22
- 北海道銀行紋別支店 - 本町5丁目1-5
- 紋別警察署  南が丘町1丁目5-16
- 紋別市立紋別中学校 - 南が丘町2丁目
- 紋別税務署 - 南が丘町2丁目1-44
- 北見信用金庫南が丘支店 - 南が丘町4丁目1-17
- セイコーマート紋別南が丘店 - 南が丘町7丁目29-3
- 紋別市立南丘小学校 - 南が丘町7丁目51-1
- 元紋別簡易郵便局 - 元紋別
- 紋別市立元紋別小学校 - 元紋別140-1
- 藻別簡易郵便局 - 藻別